# Darátsos
Darátsos, en grec moderne : Δαράτσος ou Νταράτσος, est un village, dans le dème de La Canée et le district du même nom, en Crète, en Grèce. Selon le recensement de 2011, la population de Darátsos compte 4 732 habitants. La localité est située à une altitude de 70 m et à une distance de 4,5 km au sud-ouest de La Canée.

## Recensements de la population
| Recensements | 1881 | 1900 | 1920 | 1928 | 1940 | 1951 | 1961 | 1971 | 1981 | 1991 | 2001 | 2011 |
| ------------ | ---- | ---- | ---- | ---- | ---- | ---- | ---- | ---- | ---- | ---- | ---- | ---- |
| Population   | 328  | 396  | 260  | 419  | 502  | 475  | 438  | 376  | 380  | 2103 | 3209 | 4732 |